# Cratere Delambre
Delambre è un cratere lunare di 51,49 km situato nella parte sud-orientale della faccia visibile della Luna, sugli altopiani centrali a sudovest del Mare della Tranquillità. A ovest si trova la coppia di crateri Theon Junior e Theon Senior, quest'ultimo un poco più distante a nord-ovest. 

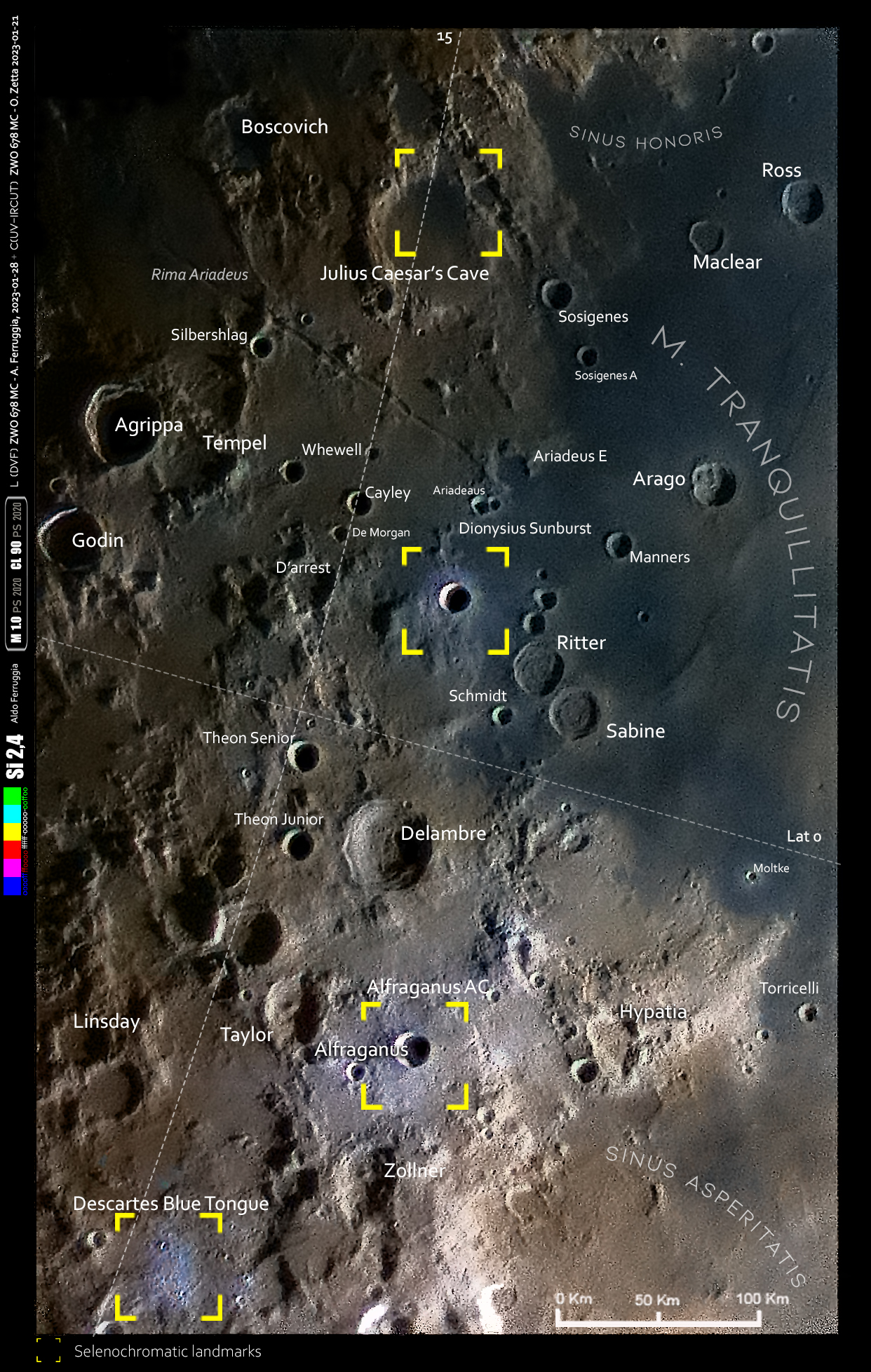
Il cratere con le strutture vicine in una Immagine Selenocromatica(Si)

Il margine di questa formazione presenta alti picchi, sino a 5000 metri, mentre altrove è piuttosto eroso. Il bordo interno si presenta terrazzato, con un piccolo impatto lungo la parete settentrionale, mentre a sud vi è un'intaccatura che interrompe il disegno circolare. Il pianoro interno si presenta irregolare. Delambre risale al periodo Imbriano superiore, da 3800 a 3200 milioni di anni fa circa. Vicino a questo cratere si trova il luogo di atterraggio della sonda Ranger 8, che ha scattato numerose foto della formazione.
Il cratere è dedicato all'astronomo e matematico francese Jean-Baptiste Delambre.

## Crateri correlati
Alcuni crateri minori situati in prossimità di Delambre sono convenzionalmente identificati, sulle mappe lunari, attraverso una lettera associata al nome.
| Delambre | Coordinate           | Diametro (in km) |
| -------- | -------------------- | ---------------- |
| B        | 1°38′24″S 19°38′24″E | 9,67             |
| D        | 1°07′12″S 17°32′24″E | 5,11             |
| F        | 1°03′36″S 19°15′00″E | 4,25             |
| H        | 1°00′00″S 16°26′24″E | 15,46            |
| J        | 0°20′24″S 16°45′00″E | 12,49            |